# Condado de Crawford (Iowa)
El condado de Crawford (en inglés: Crawford County, Iowa), fundado en 1852, es uno de los 99 condados del estado estadounidense de Iowa. En el año 2000 tenía una población de 16 942 habitantes con una densidad poblacional de 9 personas por km². La sede del condado es Denison.

## Geografía
Según la Oficina del Censo, el condado tiene un área total de 1852 km² (715,1 mi²), de la cual 1850 km² (714,3 mi²) es tierra y 2 km² (0,8 mi²) es agua.

### Condados adyacentes
- Condado de Ida norte
- Condado de Sac noreste
- Condado de Carroll este
- Condado de Shelby sur
- Condado de Harrison suroeste
- Condado de Monona oeste

## Demografía
En el 2000 la renta per cápita promedia del condado era de $33 922, y el ingreso promedio para una familia era de $40 231. El ingreso per cápita para el condado era de $15 851. En 2000 los hombres tenían un ingreso per cápita de $28 696 contra $19 798 para las mujeres. Alrededor del 11,10% de la población estaba bajo el umbral de pobreza nacional.
| 1900   | 1910   | 1920   | 1930   | 1940   | 1950   | 1960   | 1970   | 1980   | 1990   | 2000   |
| ------ | ------ | ------ | ------ | ------ | ------ | ------ | ------ | ------ | ------ | ------ |
| 21 685 | 20 041 | 20 614 | 21 028 | 20 538 | 19 741 | 18 569 | 18 780 | 18 935 | 16 775 | 16 942 |

## Lugares

### Ciudades
- Arion
- Aspinwall
- Buck Grove
- Charter Oak
- Deloit
- Denison
- Dow City
- Kiron
- Manilla
- Ricketts
- Schleswig
- Vail
- Westside

### Principales carreteras
- U.S. Highway 30
- U.S. Highway 59
- Carretera de Iowa 37
- Carretera de Iowa 39
- Carretera de Iowa 141